# (6897) Tabei
(6897) Tabei es un asteroide perteneciente al cinturón de asteroides, región del sistema solar que se encuentra entre las órbitas de Marte y Júpiter.
Fue descubierto el 15 de noviembre de 1987 por Antonín Mrkos desde el Observatorio Kleť.

## Designación y nombre
Designado provisionalmente como 1987 VQ, fue nombrado en honor de Junko Tabei (1939-2016) quien en 1975 se convirtió en la primera mujer en escalar la cima del monte Everest.

## Características orbitales
Tabei está situado a una distancia media del Sol de 2,381 ua, pudiendo alejarse hasta 2,797 ua y acercarse hasta 1,965 ua. Su excentricidad es 0,175 y la inclinación orbital 1,617 grados. Emplea 1342,09 días en completar una órbita alrededor del Sol.
Pertenece a la familia  de asteroides de (135) Hertha.

## Características físicas
La magnitud absoluta de Tabei es 14,25. Tiene 4,525 km de diámetro y su albedo se estima en 0,238.